# Kelantan
Kelantan es uno de los estados de Malasia. La capital y sede real es Kota Bharu. El título árabe honorífico es Darul Naim ("La bella residencia").
Está bordeada por Terengganu al sureste, Pahang al sur, y Perak al oeste. En el norte, Kelantan comparten frontera con Narathiwat, Tailandia. Mar de la China Meridional está al este.

## Etimología
El origen del nombre Kelantan deriva de la palabra malaya; Gelam Hutan que  significa melaleuca.
Kilatan (en español destello) también es un posible origen del nombre de Kelantan.

## Historia
Kelantan fue parte del reino de Pattani.

## Demografía
Malayos étnicos son la mayoría en Kelantan; constituyen el 95% de la población total.

## Jajahan (Provincia)
A diferencia de otros estados de Malasia, Kelantan utiliza la palabra malayajajahan, que se traduce como colonia, para referirse a sus distritos pero que tiene el mismo significado que el término daerah utilizado en el resto de Malasia.
Jajahan de Kelantan:
- Kota Bharu; la ciudad capital
- Pasir Puteh
- Bachok
- Tumpat
- Pasir Mas
- Machang
- Kuala Krai
- Tanah Merah
- Jeli
- Gua Musang

## Turismo

### Complejo comercial
- Pasar Besar Siti Khadijah
- Bazar Buluh Kubu
- KB Bazar
- KB Mall